# Włodzimierz Wójcik
Włodzimierz Wójcik (ur. 12 lutego 1953 w Pińczowie, zm. 19 listopada 2015 w Kielcach) – polski polityk i prawnik, od 2001 do 2006 wojewoda świętokrzyski.

## Życiorys
Syn Józefa i Marianny. Ukończył studia na Wydziale Prawa Uniwersytetu Jagiellońskiego, uzyskał następnie uprawnienia radcy prawnego. W latach 1980–1998 był zatrudniony w Kieleckim Urzędzie Wojewódzkim, zajmując m.in. stanowisko zastępcy dyrektora wydziału. W latach 1998–2001 był członkiem zarządu województwa świętokrzyskiego. Od 1999 należał do Sojuszu Lewicy Demokratycznej.
W latach 2001–2006 sprawował urząd wojewody świętokrzyskiego. W 2002 odznaczony Medalem za Zasługi dla Policji.
Był żonaty, miał dwoje dzieci. Pochowany na cmentarzu komunalnym w Cedzynie.